# Carrefour de la Rive-Sud
Le Carrefour de la Rive-Sud est un méga centre commercial extérieur dans la ville de Boucherville.

## Détaillants majeurs
Il y a  plusieurs magasins outlets (solderies), mais aussi des boutiques. Le magasin Adidas est le seul de la Rive-Sud de Montréal.

## À propos
Le centre commercial débute avec l'implantation du 2e IKEA du Québec en 2002. Comme il n'y a que deux IKEA dans la province, ce magasin à lui seul attire beaucoup de gens dans le secteur. Ce centre commercial doit son existence à IKEA, qui fut le premier à s'installer sur ce terrain. L'ouverture eut lieu en mars 2003. Rapidement, il y eut l'implantation d'autres boutiques à proximité. Le Costco a ouvert en 2005. La majorité des commerces sont situés à l'est du Chemin de Touraine, près de l'autoroute 20, alors que quelques-uns sont à l'ouest soit : Super C, RONA, Costco, McDonald's, DollarMax, Pharmaprix et TD Canada Trust.
Cette partie de la ville de Boucherville est rapidement passée d'une zone agricole en partie boisée à une zone urbaine. La construction de centaines de condominiums depuis 2007 est en train d'en faire un quartier à part entière.
Au début du mois de mars 2021, la chaîne de magasins Old Navy ouvre une succursale dans le Carrefour de la Rive-Sud, aux côtés du DeSerres et du Yellow.
Le 24 mai 2024, la boutique de cosmétique Sephora s'installe dans le Carrefour de la Rive-Sud. C'est la première à s'instaurer à Boucherville.